# Модальний джаз
Модальний джаз (англ. modal jazz) — експериментальний напрямок у джазі, що з'явився у 1950-х роках, пов'язаний з переходом від традиційної тональної організації та
формоутворення музики до ладового принципу, запропонованого Дж. Расселом (George Russell). При цьому основою музичного викладу стають т з. «модуси» — позанормативні ладовозвукорядні структури, які дозволяють пов'язати значну кількість мелодичних і гармонічних елементів в єдине ціле, водночас розчленувавши його на окремі частини і розділи з органічно пов'язаних ладом довільних звуків. Особливої популярності набула система з дев'яти хроматичних варіантів лідійського ладу, яку активно застосовують у практиці джазової імпровізації.
Також широко використовується пентатоніка, дорійський, фригійський лади та інші звукоряди як європейського, так і неєвропейського походження.
Усталення принципів модального джазу розширило можливості розвитку мелодичного матеріалу та імпровізації. Модальний джаз використовує різні типи фактур — поліфонічну, гомофонну, хоральну, респонсорну тощо. До принципів модального джазу звертаються представники багатьох джазових стилів, зокрема фрі-джазу.
У цьому стилі склався особливий тип імпровізації: соло базується не на зміні акордів, а у підкресленні особливості ладу у поліакордових накладеннях.
Найяскравішим прикладом напрямку є альбом «Kind of Blue» Майлза Девіса.

## Видатні музиканти модального джазу
- Майлз Девіс
- Джон Колтрейн
- Телоніус Монк
- Сонні Роллінз
- Кеннонболл Еддерлі
- Джо Гендерсон
- Бенні Ґолсон